# Voșlăbeni
Voșlăbeni là một xã thuộc hạt Harghita, România. Dân số thời điểm năm 2002 là 2056 người.